# Félix Bermudes
Félix Redondo Adães Bermudes (ur. 4 lipca 1874 w Porto, zm. 5 stycznia 1960 w Lizbonie) – portugalski strzelec i działacz sportowy, olimpijczyk i przewodniczący Benfiki Lizbona.

## Życiorys
Urodził się w Porto. Jako dziecko został sierotą. Miał starszego o 10 lat brata Arnaldo, który był architektem. 
Bermudes wystąpił na Letnich Igrzyskach Olimpijskich 1924 w jednej konkurencji. Zajął 17. miejsce w karabinie dowolnym drużynowo, osiągając przedostatni wynik w zespole. Portugalczycy wyprzedzili jedynie niesklasyfikowanych Węgrów. W 1929 roku podczas mistrzostw Portugalii rozegrano zawody o Puchar imienia Bermudesa.
Uprawiał m.in. piłkę nożną, lekkoatletykę i szermierkę. W 1916 roku został na kilka miesięcy dziesiątym prezesem klubu SL Benfica Lizbona. Funkcję tę piastował także w latach 1945–1946. Na początku lat 30. napisał hymn Benfiki pt. Avante Benfica, który był ocenzurowany w czasach Nowego Państwa.
Bermudes zajmował się także pisaniem scenariuszy filmowych, sztuk teatralnych, artykułów do czasopism oraz powieści i esejów o tematyce filozoficzno-duchowej (stworzył lub współtworzył ich ponad 100). Był jednym z członków założycieli Portugalskiego Towarzystwa Pisarzy Teatralnych i Kompozytorów. Pełnił również funkcję jego przewodniczącego. Odznaczony Orderem Świętego Jakuba od Miecza V klasy.
Jego córką była Cesina Bermudes (1908–2001), uznana położna, działaczka feministyczna i przeciwniczka Nowego Państwa.

## Wyniki

### Igrzyska olimpijskie
| Igrzyska   | Konkurencja                | Wynik                           | Miejsce | Źródło |
| ---------- | -------------------------- | ------------------------------- | ------- | ------ |
| Paryż 1924 | Karabin dowolny, drużynowo | 427 pkt. (druż.) 76 pkt. (ind.) | 17      | [ 2 ]  |